# Bussy-le-Château
Bussy-le-Château je francouzská obec v departementu Marne v regionu Grand Est. V roce 2015 zde žilo 168 obyvatel.

## Poloha obce
Sousední obce jsou: Courtisols, La Cheppe, Saint-Remy-sur-Bussy, Somme-Suippe a Suippes.

## Vývoj počtu obyvatel
Počet obyvatel